# Panethita
La panethita és un mineral rar de la classe dels fosfats que va ser descobert en un meteorit, el meteorit Dayton, a Ohio, Estats Units. Rep el seu nom en honor de Friedrich Adolf Paneth (1887-1958), químic britànic d'origen austríac que va ser considerat l'autoritat més gran del seu temps en hidrurs volàtils i també va fer importants contribucions a l'estudi de l'estratosfera.

## Característiques
La panethita és un fosfat de fórmula química (Na,Ca)₂(Mg,Fe2+)₂(PO₄)₂. Segons la font, la seva fórmula empírica canvia, però sempre el sodi i el magnesi són els cations de major contingut. Cristal·litza en el sistema monoclínic i en cristall anèdrics de fins a 1 mm de llarg. És de color groc-ambre clar i la seva densitat és de 2,9 g/cm³. La seva duresa no ha estat determinada.
Segons la classificació de Nickel-Strunz, la panethita pertany a «08.AC: Fosfats, etc. sense anions addicionals, sense H₂O, amb cations de mida mitjana i gran» juntament amb 49 minerals més, entre els quals es troben: howardevansita, al·luaudita, arseniopleïta, bario-olgita, bobdownsita, bobfergusonita, brianita, ferromerrillita, hagendorfita, johil·lerita, johnsomervilleïta, marićita, merrillita, olgita, yazganita, qingheiïta, qingheiïta-(Fe2+), schäferita, whitlockita i xenofil·lita.

## Formació i jaciments
La panethita ha estat trobada al meteorit Dayton i també al meteorit Parjabatpur a Uttar Pradesh, l'Índia.
Sol trobar-se associada a altres minerals com: brianita, whitlockita, albita, enstatita, schreibersita, kamacita, taenita, grafit, esfalerita, troilita.